# قائمة بالزيارات الرئاسية الدولية لحافظ الأسد

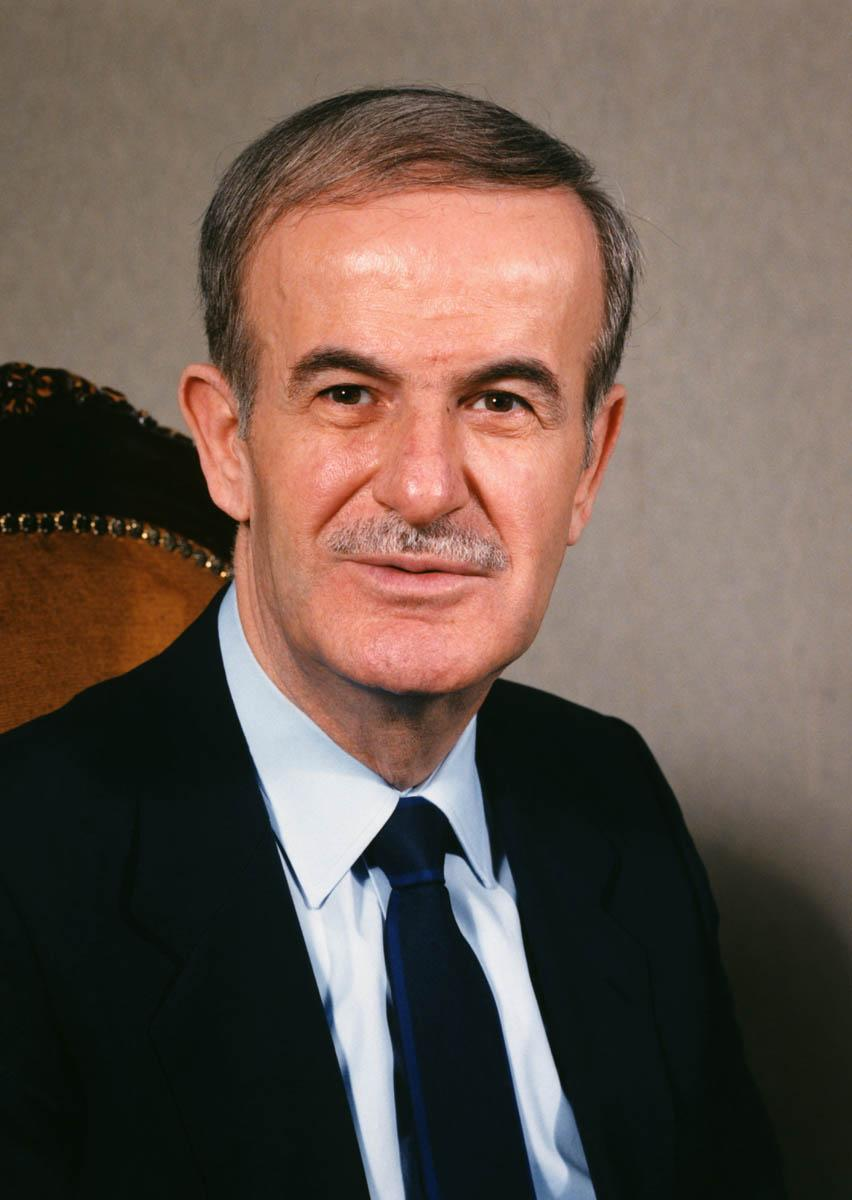
الرئيس السوري حافظ الأسد

هذه قائمة بالرحلات الرئاسية الدولية التي قام بها الرئيس السوري حافظ الأسد، وذلك أثناء فترة رئاسته الممتدة ما بين عامي 1971م و2000م.

## سبعينيات القرن العشرين

### 1971م
| الدولة | الموقع | التاريخ       | الهدف                                                               | المرجع |
| ------ | ------ | ------------- | ------------------------------------------------------------------- | ------ |
| ليبيا  | بنغازي | 17 أبريل 1971 | توقيع اتفاقية إنشاء اتحاد الجمهوريات العربية بين مصر وليبيا وسوريا. | [ 1 ]  |

### 1972م
| الدولة           | الموقع       | التاريخ       | الهدف                                | المرجع |
| ---------------- | ------------ | ------------- | ------------------------------------ | ------ |
| الكويت           | مدينة الكويت | 22 أبريل 1972 |                                      |        |
| مصر              | مرسى مطروح   | 19 يونيو 1972 | حضور اجتماع اتحاد الجمهوريات العربية | [ 2 ]  |
| الاتحاد السوفيتي | موسكو        | يوليو 1972    |                                      |        |
| مصر              | القاهرة      | 9 يوليو 1972  |                                      | [ 3 ]  |

### 1973م
| الدولة           | الموقع  | التاريخ       | الهدف                                            | المرجع |
| ---------------- | ------- | ------------- | ------------------------------------------------ | ------ |
| مصر              | القاهرة | 7 فبراير 1973 | لقاء مع الرئيس أنور السادات والعقيد معمر القذافي | [ 4 ]  |
| مصر              |         | أبريل 1973    |                                                  | [ 5 ]  |
| الاتحاد السوفيتي | موسكو   | 7 مايو 1973   |                                                  | [ 6 ]  |

### 1974م
| الدولة         | الموقع     | التاريخ           | الهدف                             | المرجع |
| -------------- | ---------- | ----------------- | --------------------------------- | ------ |
| لبنان          | بيروت      | 18 يناير 1974     | لقاء مع الرئيس سليمان فرنجية      | [ 7 ]  |
| باكستان        | لاهور      | 22-24 فبراير 1974 | حضور قمة منظمة المؤتمر الإسلامي   |        |
| يوغوسلافيا     | بلغراد     | 15 أغسطس 1974     | لقاء مع الرئيس جوزيف بروز تيتو    | [ 8 ]  |
| رومانيا        | بوخارست    | 9 سبتمبر 1974     | لقاء مع الرئيس نيكولاي تشاوتشيسكو |        |
| كوريا الشمالية | بيونغ يانغ | سبتمبر 1974       |                                   |        |
| المغرب         | الرباط     | 30 أكتوبر 1974    | حضور مؤتمر القمة العربية السابع   | [ 9 ]  |

### 1975م
| الدولة                   | الموقع              | التاريخ          | الهدف                        | المرجع |
| ------------------------ | ------------------- | ---------------- | ---------------------------- | ------ |
| لبنان                    | بيروت               | 7 يناير 1975     | لقاء مع الرئيس سليمان فرنجية | [ 10 ] |
| المملكة العربية السعودية | الرياض              | 24 أبريل 1975    | حضور مؤتمر القمة العربية     |        |
| الأردن                   | عمان                | 10 يونيو 1975    | لقاء مع الحسين بن طلال       |        |
| تشيكوسلوفاكيا            | براغ ، كارلوفي فاري | 8-11 سبتمبر 1975 | لقاء مع غوستاف هوساك         | [ 11 ] |
| الاتحاد السوفيتي         | موسكو               | 10 أكتوبر 1975   |                              | [ 12 ] |
| إيران                    | طهران               | ديسمبر 1975      |                              |        |
| الأردن                   | عمان                | 9-10 ديسمبر 1975 | لقاء مع الحسين بن طلال       |        |

### 1976م
| الدولة                   | الموقع  | التاريخ           | الهدف | المرجع |
| ------------------------ | ------- | ----------------- | --- | ------ |
| فرنسا                    | باريس   | 17-18 يونيو 1976  | لقاء مع الرئيس فاليري جيسكار ديستان | [ 13 ] |
| يوغوسلافيا               | بلغراد  | يونيو 1976        | |        |
| رومانيا                  | بوخارست | 27 يونيو 1976     | | [ 14 ] |
| المملكة العربية السعودية | الرياض  | 16-18 أكتوبر 1976 | حضور القمة السداسية التي ضمت زعماء مصر وسوريا والمملكة العربية السعودية ولبنان ومنظمة التحرير الفلسطينية والكويت لمناقشة الوضع في لبنان | [ 15 ] |
| الأردن                   | عمان    | 6-7 ديسمبر 1976   | لقاء مع الحسين بن طلال | [ 16 ] |

### 1977م
| الدولة                   | الموقع  | التاريخ        | الهدف | المرجع |
| ------------------------ | ------- | -------------- | --- | ------ |
| السودان                  | الخرطوم | 27 فبراير 1977 | حضور القمة الثلاثية مع الرئيس السوداني جعفر النميري والرئيس المصري أنور السادات                               | [ 1 ]  |
| الاتحاد السوفيتي         | موسكو   | 19 أبريل 1977  | لقاء مع الأمين العام ليونيد بريجنيف                                                                           | [ 17 ] |
| سويسرا                   | جنيف    | 9 مايو 1977    | لقاء مع الرئيس الأمريكي جيمي كارتر                                                                            | [ 18 ] |
| ليبيا                    | طرابلس  | 2 ديسمبر 1977  | حضور قمة بمشاركة زعماء الجزائر والعراق وليبيا ومنظمة التحرير الفلسطينية واليمن الجنوبي لمناقشة مبادرة السادات |        |
| المملكة العربية السعودية | الرياض  | 9 ديسمبر 1977  | لقاء مع ولي العهد الأمير فهد بن عبد العزيز آل سعود                                                            | [ 19 ] |
| الإمارات العربية المتحدة | ابو ظبي | 12 ديسمبر 1977 | لقاء مع الشيخ زايد بن سلطان آل نهيان                                                                          | [ 20 ] |

### 1978م
| الدولة           | الموقع  | التاريخ           | الهدف                              | المرجع |
| ---------------- | ------- | ----------------- | ---------------------------------- | ------ |
| الاتحاد السوفيتي | موسكو   | 20-22 فبراير 1978 |                                    |        |
| الهند            | نيودلهي | 18 أبريل 1978     | لقاء مع رئيسة الوزراء أنديرا غاندي | [ 21 ] |
| ألمانيا الغربية  | بون     | 12 سبتمبر 1978    |                                    |        |
| ألمانيا الشرقية  |         | 1 أكتوبر 1978     |                                    |        |
| العراق           | بغداد   | 25-27 أكتوبر 1978 | زيارة عمل                          |        |
| العراق           | بغداد   | 2 نوفمبر 1978     | حضور مؤتمر القمة العربية           |        |
| الاتحاد السوفيتي | موسكو   | 6 أكتوبر 1978     |                                    |        |
| المجر            | بودابست | 29 نوفمبر 1978    |                                    |        |

### 1979م
| الدولة           | الموقع  | التاريخ           | الهدف                          | المرجع |
| ---------------- | ------- | ----------------- | ------------------------------ | ------ |
| العراق           | بغداد   | 16-17 يونيو 1979  | لقاء مع الرئيس أحمد حسن البكر  | [ 22 ] |
| الجزائر          | الجزائر | 3 يوليو 1979      | لقاء مع الرئيس الشاذلي بن جديد | [ 23 ] |
| الاتحاد السوفيتي | موسكو   | 15-18 أكتوبر 1979 |                                |        |

## ثمانينيات القرن العشرين

### 1980م
| الدولة           | الموقع | التاريخ          | الهدف                                 | المرجع |
| ---------------- | ------ | ---------------- | ------------------------------------- | ------ |
| يوغوسلافيا       | بلغراد | 4 مايو 1980      | حضور الجنازة الرسمية لجوزيف بروز تيتو |        |
| ليبيا            | طرابلس |                  | إجراء محادثات مع الرئيس معمر القذافي  |        |
| الاتحاد السوفيتي | موسكو  | 8-10 أكتوبر 1980 | لقاء مع الأمين العام ليونيد بريجنيف   | [ 12 ] |

### 1981م
| الدولة                   | الموقع      | التاريخ          | الهدف                           | المرجع |
| ------------------------ | ----------- | ---------------- | ------------------------------- | ------ |
| المملكة العربية السعودية | مكة والطائف | 25-29 يناير 1981 | حضور قمة منظمة المؤتمر الإسلامي |        |

### 1982م
| الدولة                   | الموقع | التاريخ      | الهدف                                   | المرجع |
| ------------------------ | ------ | ------------ | --------------------------------------- | ------ |
| المملكة العربية السعودية | الطائف | 5 يوليو 1982 | لقاء مع الملك فهد بن عبد العزيز آل سعود | [ 24 ] |

### 1983م
| الدولة                   | الموقع  | التاريخ     | الهدف                                   | المرجع |
| ------------------------ | ------- | ----------- | --------------------------------------- | ------ |
| الهند                    | نيودلهي | 1983        |                                         |        |
| المملكة العربية السعودية | جدة     | 9 مايو 1983 | لقاء مع الملك فهد بن عبد العزيز آل سعود |        |

### 1985م
| الدولة           | الموقع | التاريخ       | الهدف                            | المرجع |
| ---------------- | ------ | ------------- | -------------------------------- | ------ |
| الاتحاد السوفيتي | موسكو  | 19 يونيو 1985 | لقاء مع الرئيس ميخائيل جورباتشوف | [ 25 ] |

### 1986م
| الدولة  | الموقع | التاريخ         | الهدف                  | المرجع |
| ------- | ------ | --------------- | ---------------------- | ------ |
| الأردن  | عمان   | 5 مايو 1986     | لقاء مع الحسين بن طلال | [ 26 ] |
| اليونان | اثينا  | 26-28 مايو 1986 | زيارة الدولة           | [ 27 ] |

### 1987م
| الدولة           | الموقع       | التاريخ          | الهدف                            | المرجع |
| ---------------- | ------------ | ---------------- | -------------------------------- | ------ |
| الكويت           | مدينة الكويت | 26-29 يناير 1987 | حضور قمة منظمة المؤتمر الإسلامي  | [ 28 ] |
| الاتحاد السوفيتي | موسكو        | 27-29 أبريل 1987 | لقاء مع الرئيس ميخائيل جورباتشوف | [ 29 ] |
| بلغاريا          | صوفيا        | أكتوبر 1987      | لقاء مع تودور جيفكوف             |        |

## تسعينيات القرن العشرين

### 1990م
| الدولة | الموقع  | التاريخ          | الهدف                                                  | المرجع |
| ------ | ------- | ---------------- | ------------------------------------------------------ | ------ |
| مصر    | القاهرة | 14-16 يوليو 1990 | لقاء مع الرئيس محمد حسني مبارك                         |        |
| مصر    | القاهرة | 9 أغسطس 1990     | حضور مؤتمر القمة العربية بشأن الأزمة العراقية الكويتية |        |

### 1992م
| الدولة | الموقع       | التاريخ       | الهدف                             | المرجع |
| ------ | ------------ | ------------- | --------------------------------- | ------ |
| الكويت | مدينة الكويت | 20 أبريل 1992 | لقاء مع الأمير جابر الأحمد الصباح | [ 30 ] |

### 1994م
| الدولة | الموقع  | التاريخ        | الهدف                          | المرجع |
| ------ | ------- | -------------- | ------------------------------ | ------ |
| مصر    | القاهرة | 4-5 أبريل 1994 | لقاء مع الرئيس محمد حسني مبارك | [ 31 ] |

### 1997م

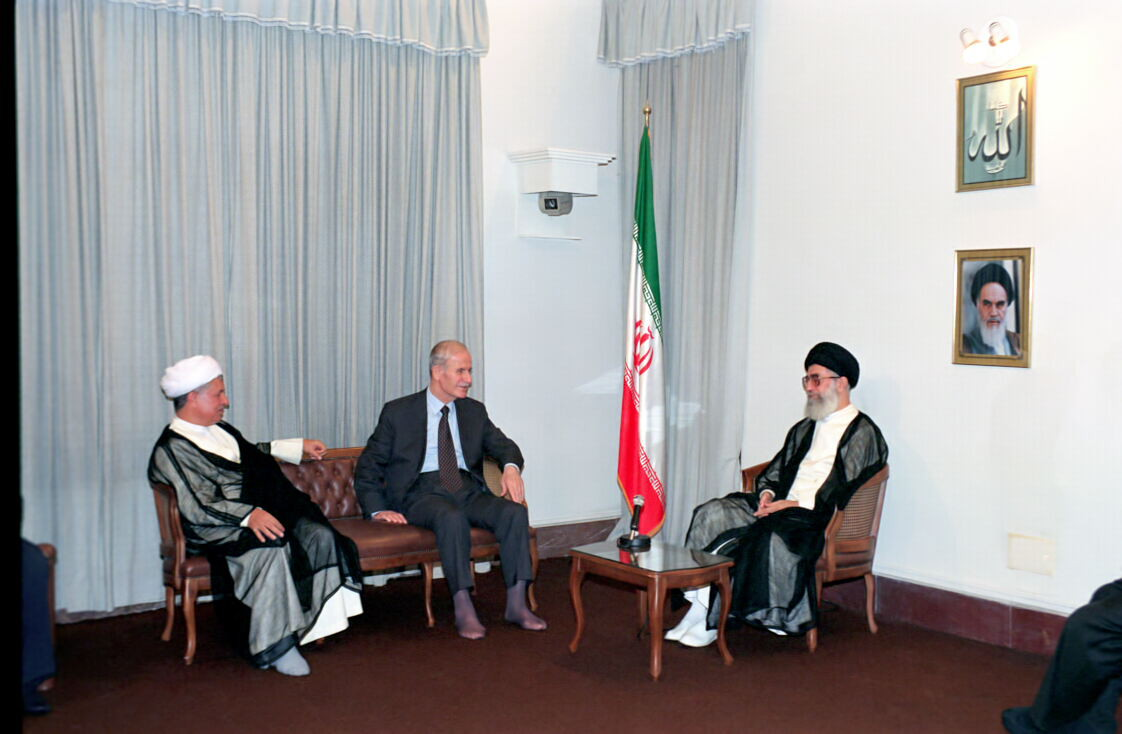
لقاء الأسد مع المرشد الأعلى علي خامنئي والرئيس هاشمي رفسنجاني عام 1997

| الدولة | الموقع | التاريخ          | الهدف                           | المرجع |
| ------ | ------ | ---------------- | ------------------------------- | ------ |
| إيران  | طهران  | 1 أغسطس 1997     | زيارة الدولة                    |        |
| إيران  | طهران  | 9-11 ديسمبر 1997 | حضور قمة منظمة المؤتمر الإسلامي | [ 32 ] |

### 1998م
| الدولة | الموقع | التاريخ       | الهدف                    | المرجع |
| ------ | ------ | ------------- | ------------------------ | ------ |
| فرنسا  | باريس  | 18 يوليو 1998 | لقاء مع الرئيس جاك شيراك | [ 33 ] |

### 1999م
| الدولة | الموقع | التاريخ      | الهدف                       | المرجع |
| ------ | ------ | ------------ | --------------------------- | ------ |
| الأردن | عمان   | فبراير       | حضور جنازة الحسين بن طلال   | [ 34 ] |
| روسيا  | موسكو  | 7 يوليو 1999 | لقاء مع الرئيس بوريس يلتسين | [ 35 ] |